# Reazioni di fase II
In farmacologia, le reazioni di fase II sono i processi di biotrasformazione con cui si coniuga uno xenobiotico a una molecola, rendendolo in tale modo più idrosolubile.
Perché queste reazioni avvengano, richiedono la presenza di tre fattori: il cofattore, l'enzima e il substrato attivato. Possiamo così avere principalmente sei tipi di reazioni di coniugazione:
- Glucoronazione
- Solfatazione
- Metilazione
- Acetilazione
- Coniugazione con glutatione (mercapturazione)
- Coniugazione con amminoacidi o detta ippurica

## Glucuronazione
Questa è una delle più importanti reazioni, l'enzima coinvolto è la UDP-glucuronosiltransferasi, che presenta diverse isoforme. Questo enzima utilizza come cofattore (cioè la molecola che cede l'acido glucuronico) l'UDP-GA per attaccare una molecola di acido glucuronico sul substrato. Questi substrati possono essere fenoli, acidi carbossilici o altri.
L'UDP-glucuroniltransferasi è un enzima microsomiale, ovvero si trova sul reticolo endoplasmatico, ed è presente nel fegato, rene e intestino.

## Solfatazione
Consiste nel coniugare un gruppo solfato allo xenobiotico attivato. L'enzima coinvolto è la sulfotransferasi che utilizza come cofattore il 3'-fosfoadenosina-5'-fosfosolfato o PAPs. Uno dei suoi substrati ad esempio è il minoxidil.

## Metilazione
Molti enzimi catalizzano questa coniugazione e fra questi spicca per importanza l'enzima COMT o catecol-O-metiltransferasi.Questi enzimi utilizzano come cofattore SAM o S-adenosil metionina. Questo permette di trasferire sulla molecola bersaglio un gruppo metile, come avviene con le catecolammine, le quali vengono metilate sul gruppo ossidrilico e così inattivate.

## Acetilazione
Consiste nel coniugare lo xenobiotico con un acetile. L'enzima coinvolto è la N-acetiltransferasi, la quale utilizza come cofattore l'acetilCoA. Alcuni xenobiotici su cui agisce sono la solfonammide e l'isoniazide.

## Coniugazione con glutatione
Consiste nel coniugare lo xenobiotico con il glutatione, un tripeptide formato da glicina, cisteina e glutammato. L'enzima coinvolto è la glutatione-S-transferasi (GST). La coniugazione avviene a causa di un attacco nucleofilo da parte del gruppo -SH a gruppi elettrofili reattivi che si trovano su epossidi, alogeni aromatici e gruppi nitrici. La coniugazione è spesso seguita da un clivaggio metabolico del peptide, in modo da lasciare solo il residuo cisteinico. Questi può essere acetilato ad acido mercapturico.

## Coniugazione con amminoacidi
In questo caso gli xenobiotici possono essere coniugati con l'amminoacido glicina o la taurina.